# Valea Râmnicului (gmina)
Valea Râmnicului – gmina w Rumunii, w okręgu Buzău. Obejmuje miejscowości Oreavul, Rubla i Valea Râmnicului. W 2011 roku liczyła 5425 mieszkańców.